# Christian Fürchtegott Gellert
Christian Fürchtegott Gellert (Hainichen, 4 luglio 1715 – Lipsia, 13 dicembre 1769) è stato un poeta, scrittore e filosofo tedesco.

## Biografia
Nacque a Hainichen, in Sassonia, figlio di un pastore protestante. Dopo aver frequentato la famosa scuola di Sant'Afra a Meißen, dove conobbe lo scrittore satirico Gottlieb Wilhelm Rabener, si iscrisse all'Università di Lipsia nel 1734 come studente di teologia e, quando completò gli studi, nel 1739, praticò per due anni la professione di precettore privato. Insegnò all'Università di Lipsia, retorica, poetica e morale, avendo tra i suoi allievi anche il giovanissimo Goethe, che lo ricordò sempre con affetto.
Ritornato a Lipsia nel 1741, contribuì al Bremer Beiträge, un periodico fondato da quelli che erano stati i seguaci di Johann Christoph Gottsched, che si era poi ribellato alla pedanteria della sua scuola.
A causa della timidezza e della cattiva salute, Gellert abbandonò l'idea di diventare pastore protestante, e, stabilitosi nel 1745 come Privatdozent (docente privato) di filosofia all'Università di Lipsia, insegnò poesia, retorica e letteratura con grande successo. Nel 1751 fu nominato professore straordinario di filosofia, una carica che mantenne sino alla sua morte, nella stessa Lipsia.

## Le ragioni della sua fama
La stima e la venerazione di cui Gellert godeva presso gli studenti, e – a dire il vero – anche presso vasta parte della società, era illimitata, forse dovuta al suo particolare carattere, più che alla sua fama di docente e scrittore. Era il più nobile e amabile tra gli uomini; generoso, magnanimo, tenero e umile.
Scrisse delle opere per elevare il livello religioso e morale delle persone, e a questo fine impiegò un linguaggio che, sebbene a volte prolisso, era sempre corretto e chiaro. Così divenne uno dei più popolari intellettuali tedeschi, e alcune sue opere goderono di una celebrità superiore al loro valore letterario (questo è particolarmente vero per le sue Fabeln und Erzählungen (1746-1748) e per i suoi Geistliche Oden und Lieder (1758).

## Le opere

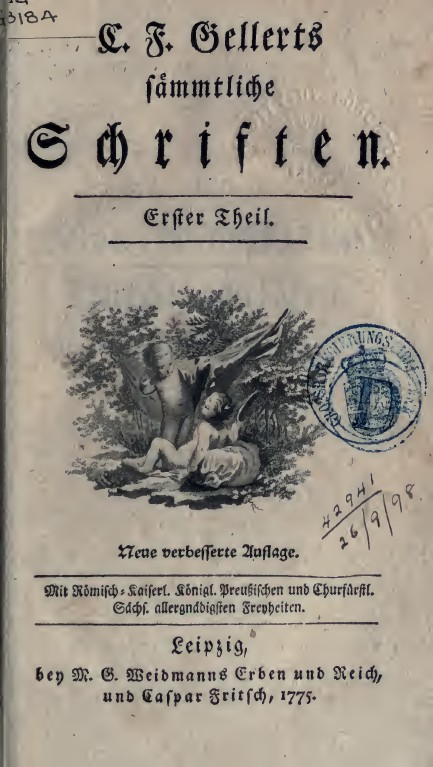
Opere. 1 (1775)

Le sue favole, per la cui composizione prese a modello La Fontaine, sono semplici e didascaliche.
Le "canzoni spirituali", che non possono essere paragonate agli antichi inni ecclesiastici per forza e dignità, vennero accolti da Cattolici e Protestanti con pari favore. Alcuni di essi furono musicati da Ludwig van Beethoven.
Gellert scrisse alcune commedie sentimentali: Die Betschwester (La bigotta, 1745) Das Loos in der Lotterie (1746), Die kranke Frau (La donna malata, 1747), and Die zärtlichen Schwestern (Le tenere sorelle, 1747), l'ultima delle quali fu la più ammirata.
Il suo racconto Die schwedische Gräfin von G. ("La Contessa svedese di G.", 1746), un'imitazione della Pamela di Samuel Richardson, è degno di nota come il primo tentativo di romanzo psicologico tedesco. Invece, le sue Briefe ("Lettere") furono viste ai suoi tempi come modello di stile.